# Сборная Мексики по теннису в Кубке Билли Джин Кинг
Сборная Мексики по теннису в Кубке Билли Джин Кинг — официальный представитель Мексики в Кубке Билли Джин Кинг (ранее носившем название Кубок Федерации). Руководящий состав сборной определяется Мексиканской федерацией тенниса.
Капитаном команды является Анхелика Гавалдон (занимает этот пост с 2015 года).
В настоящее время команда участвует в турнире первой группы американского зонального соревнования.
Национальные цвета — зелёный верх и белый низ.

## История
Мексика соревновалась в своё первом Кубке Федерации в 1964. Их лучший результат достигал раунда 16 в пяти случаях.

## Результаты
| Сезон | Зона            | Результаты              | Рекорд |
| ----- | --------------- | ----------------------- | ------ |
| 1991  | Квалификация МГ | Проиграла 2-й раунд     | 3-3    |
| 1992  | Зона Америки Г1 | Продвинулась к МГ       | 13-2   |
| 1992  | Мировая группа  | Понижена                | 2-7    |
| 1993  | Зона Америки Г1 | Проиграла 1-й раунд     | 9-3    |
| 1994  | Зона Америки Г1 | Проиграла четвертьфинал | 8-7    |
| 1995  | Зона Америки Г1 | Проиграла продвижение   | 9-4    |
| 1996  | Зона Америки Г1 | Круговая система        | 3-6    |
| 1997  | Зона Америки Г1 | Понижена                | 2-7    |
| 1998  | Зона Америки Г2 | Продвинута              | 21-0   |
| 1999  | Зона Америки Г1 | Круговая система        | 3-9    |
| 2000  | Зона Америки Г1 | Круговая система        | 7-5    |
| 2001  | Зона Америки Г1 | Круговая система        | 8-4    |
| 2002  | Зона Америки Г1 | Проиграла продвижение   | 5-6    |
| 2003  | Зона Америки Г1 | Проиграла продвижение   | 5-6    |
| 2004  | Зона Америки Г1 | Проиграла продвижение   | 9-2    |
| 2005  | Зона Америки Г1 | Выиграла вылет          | 7-5    |
| 2006  | Зона Америки Г1 | Круговая система        | 6-6    |
| 2007  | Зона Америки Г1 | Круговая система        | 3-5    |
| 2008  | Зона Америки Г1 | Проиграла вылет         | 0-9    |
| 2009  | Зона Америки Г2 | Круговая система        | 6-3    |
| 2010  | Зона Америки Г2 | Выиграла продвижение    | 12-3   |
| 2011  | Зона Америки Г1 | Проиграла вылет         | 2-12   |
| 2012  | Зона Америки Г2 | Выиграла продвижение    | 10-4   |
| 2013  | Зона Америки Г1 | Выиграла вылет          | 5-6    |
| 2014  | Зона Америки Г1 | Выиграла вылет          | 6-3    |
| 2015  | Зона Америки Г1 | Круговая система        | 3-6    |

## Известные игроки
- Анхелика Гавальдон
- Джессика Фернандес
- Карин Палме
- Мелисса Торрес-Сандовал